# بروس كوشران
بروس كوشران هو سياسي كندي، ولد في 1 ديسمبر 1919 في Mahone Bay, Nova Scotia ‏ في كندا، وتوفي في 24 يناير 1984 في ري في الولايات المتحدة. نشط حزبياً في جمعية المحافظين التقدمية لنوفا سكوشا.